# Where the Streets Have No Name
Where the Streets Have No Name (englisch für Wo die Straßen keinen Namen haben) ist ein Lied der irischen Rockband U2 aus dem Jahr 1987.

## Entstehung und Veröffentlichung
Das Lied wurde von den U2-Mitgliedern Adam Clayton, David Evans (The Edge), Paul Hewson (Bono) und Larry Mullen, Jr. geschrieben. Hauptverantwortlich für texten war dabei Bono. Dieser schrieb die Texte in Reaktion auf die Vorstellung, dass es möglich ist, die Religion und das Einkommen einer Person zu identifizieren, basierend auf der Straße, in der sie lebt, vor allem in der Stadt Belfast. Er schrieb den Text in Ajibar in Äthiopien. Für die Produktion zeichneten Brian Eno und Daniel Lanois verantwortlich.
Während der Aufnahmen entstanden langwierige Schwierigkeiten, das Lied zur Zufriedenheit der Musiker aufzuzeichnen. Sie brachten Brian Eno, einen der beiden Produzenten, beinahe dazu, die bisherigen Aufnahmen zu löschen, um von vorne anzufangen. Ein Tontechniker hielt ihn im letzten Moment davon ab.
Die Erstveröffentlichung von Where the Streets Have No Name erfolgte als Teil des fünften U2 Studioalbums The Joshua Tree am 9. März 1987 bei Island Records (Katalognummer: 258 219). Am 31. August 1987 erschien es als dritte Singleauskopplung aus dem Album. Diese erschien zeitgleich als 7″-Single (Katalognummer: 109 382) sowie Maxi-CD (Katalognummer: 659 382) mit den B-Seiten Silver and Gold und Sweetest Thing. Im Folgejahr erschien eine weitere Maxi-Single, die um den vierten Titel Race Against Time erweitert wurde (Katalognummer: 659 382).

## Inhalt
Die Hookline von Where the Streets Have No Name ist ein sich wiederholendes Gitarrenarpeggio, in dem ein Delay-Effekt verwendet wird, der am Anfang und am Ende des Liedes gespielt wird.

## Mitwirkende
- Adam Clayton – Bass
- Brian Eno – Produzent
- David Evans (The Edge) – Gesang, Gitarre
- Paul Hewson (Bono) – Gesang
- Daniel Lanois – Produzent
- Larry Mullen, Jr. – Schlagzeug

## Kommerzieller Erfolg

### Chartplatzierungen
| ChartsChartplatzierungen       | Höchstplatzierung | Wochen |
| ------------------------------ | ----------------- | ------ |
| Deutschland (GfK)              | 44 (6 Wo.)        | 6      |
| Irland (IRMA)                  | 1 (7 Wo.)         | 7      |
| Vereinigte Staaten (Billboard) | 13 (14 Wo.)       | 14     |
| Vereinigtes Königreich (OCC)   | 4 (6 Wo.)         | 6      |

### Auszeichnungen für Musikverkäufe
| Land/Region                  | Auszeichnungen für Musikverkäufe (Land/Region, Auszeichnung, Verkäufe) | Verkäufe |
| ---------------------------- | ---------------------------------------------------------------------- | -------- |
| Italien (FIMI)               | Gold                                                                   | 35.000   |
| Neuseeland (RMNZ)            | Platin                                                                 | 30.000   |
| Spanien (Promusicae)         | Gold                                                                   | 30000    |
| Vereinigtes Königreich (BPI) | Gold                                                                   | 400.000  |
| Insgesamt                    | 3× Gold · 1× Platin ·                                                  | 495.000  |

Hauptartikel: U2 (Band)/Auszeichnungen für Musikverkäufe

## Coverversionen
| Jahr | Interpretation         | Album                                                         |
| ---- | ---------------------- | ------------------------------------------------------------- |
| 1991 | Pet Shop Boys          | Where the Streets Have No Name (I Can’t Take My Eyes off You) |
| 2000 | Kane                   | With or Without You                                           |
| 2000 | The Section            | Strung out on U2                                              |
| 2004 | Chris Tomlin           | In the Name of Love: Artists United for Africa                |
| 2004 | Vanessa Carlton        | Harmonium                                                     |
| 2004 | MercyMe                | Live                                                          |
| 2005 | Avalanch               | Mother Earth                                                  |
| 2006 | Neal Morse             | Cover to Cover                                                |
| 2011 | Thirty Seconds to Mars | MTV Unplugged                                                 |
| 2011 | 2Cellos                | 2Cellos                                                       |
| 2013 | Gregorian              | Masters of Chanter: Chapter 9                                 |